# Thøger Nordbø
Thøger Nordbø (29 ottobre 1904 – 1º maggio 1994) è stato un calciatore norvegese, di ruolo centrocampista.

## Carriera

### Club
Nordbø vestì la maglia del Frigg.

### Nazionale
Disputò 5 partite per la Norvegia. Esordì il 3 giugno 1928, nella vittoria per 0-6 contro la Finlandia.